# Blaga (okręg Bacău)
Blaga – wieś w Rumunii, w okręgu Bacău, w gminie Dealu Morii. W 2011 roku liczyła 270 mieszkańców.